# Trago estándar

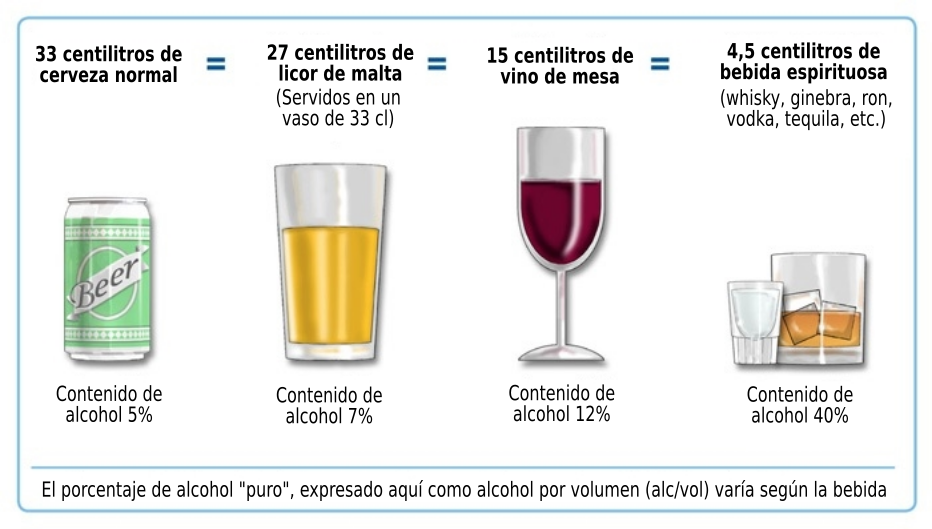
Un gráfico que muestra el tamaño de los tragos estándar de diferentes bebidas alcohólicas.

El trago estándar (TE) o unidad de bebida estándar (UBE) es una unidad de medida que define el contenido de alcohol puro en una bebida. Normalmente su valor es declarado en gramos y tiene diferentes usos en la investigación, el tamizaje, en intervenciones breves, la emisión de lineamientos para un consumo de bajo riesgo, entre otras.
Su valor varía entre países, pues depende en gran medida de las costumbres locales. Por ejemplo, en Canadá su valor es de 13.6 gramos, en Estados Unidos de 14 gramos  y en México de 13 gramos .

## Definiciones.
1. “Volumen de alcohol que contiene aproximadamente la misma cantidad (en gramos) de etanol, sea cual sea el tipo de bebida (p. ej., un vaso de vino, una lata de cerveza o un combinado). El término se usa a menudo para enseñar a los bebedores que el consumo de diferentes bebidas alcohólicas servidas en copas o envases de tamaño estándar se asocia a efectos parecidos (p. ej., un vaso de cerveza tiene los mismos efectos que una copa de vino).”  [4]
2. “La ‘unidad estándar’ y la ‘copa o trago estándar’ son términos intercambiables que expresan conceptos importantes tanto para la investigación del alcohol como para la difusión de información sobre la salud en relación con la bebida. […] Una ‘unidad’ o ‘copa estándar’ de alcohol se ha convertido en un concepto central en las campañas de educación sobre el alcohol durante los dos últimos decenios en muchas partes del mundo. Cuando se aconseja al público respecto a los niveles de consumo de bajo riesgo, ya sea por motivos de salud o de seguridad general, casi invariablemente el alcance del consumo de alcohol diario o semanal se presenta como ‘unidades’ de alcohol, o ‘una copa normal’, o simplemente una ‘bebida’. Este consejo va generalmente acompañado de una ilustración de las medidas habituales de la cerveza, el vino, las bebidas destiladas y jerez u oporto etc., que contienen aproximadamente las mismas cantidades de alcohol y constituyen una ‘unidad’ o una ‘copa’ o ‘trago estándar’. En diferentes países, los educadores de salud tienden a emplear diferentes definiciones de una unidad estándar, que refleja supuestamente la medida de la ración característica de ese país. Las bebidas o unidades estándar de alcohol son también empleadas por los investigadores para comunicar los resultados de las encuestas del alcohol.” [5] […]
3. “El término bebida estándar es utilizado para simplificar la medición del consumo de alcohol. A pesar de que esto puede ser inexacto, su nivel de precisión es suficientemente bueno para recomendarlo como método para calcular el consumo de alcohol en distintos ámbitos, como por ejemplo, en salas de urgencias y accidentes, en centros de atención primaria y en pacientes internados.”[6] “A nivel científico se prefiere hablar en términos de gramos de alcohol. En cambio, en el ámbito de atención primaria de la salud se habla de bebidas estándar.”[6]

## Conversiones
El contenido de alcohol etílico puro se suele expresar en gramos, debido a la recomendación de la Organización Mundial de la Salud de reportar el resultado de estudios o encuestas de una manera internacionalmente estandarizada, es decir, en mililitros o en gramos.  De este modo “se asiste a la comunicación internacional de la investigación científica epidemiológica y de otra naturaleza”.
“La conversión de mililitros a gramos requiere la aplicación de la constante 0.79”.
Por ejemplo:
15 ml EtOH x 0.79 = 11.85 g EtOH
“Por su gravedad específica, un mililitro de alcohol contiene 0.785 g de alcohol puro; por lo tanto, la definición de la OMS con respecto a las bebidas estándar es de aproximadamente 13 g de alcohol. Se debe recordar que en Europa, una bebida estándar contiene aproximadamente 10 g de alcohol.” 

## Variación internacional
El valor del trago estándar varía entre países, debido en gran medida, a las costumbres de cada país y a las formas de consumir. La OPS sugiere que debido a la variación existente en el valor del trago estándar entre países, “cada uno debería determinar el contenido de alcohol de una bebida estándar, no sólo por consenso, sino mediante estudios científicos.” 
La International Alliance for Responsible Drinking (IARD) publicó en su sitio web una recopilación de los valores del trago estándar en diferentes países, basada en documentos emitidos por autoridades sanitarias locales. 

## Funciones

### Tamizaje
El trago estándar es una herramienta fundamental para la realización de pruebas de tamizaje, tales como el AUDIT  (Alcohol Use Disorder Identification Test) desarrollado por la OMS, “como un método simple de screening del consumo excesivo de alcohol y como un apoyo en la evaluación breve. ” Además, que las personas entiendan qué es un trago estándar y sepan utilizarlo es importante para que puedan vigilar su propio consumo y puedan atender a lineamientos de salud.

### Intervención breve
Numerosos estudios han mostrado la efectividad de las intervenciones breves dirigidas a personas que presentan problemas por su manera de beber pero que aún no desarrollan dependencia para que detengan o disminuyan su consumo.
Las intervenciones breves, basadas en la teoría del aprendizaje social, que utilizan técnicas como la entrevista motivacional y las pruebas de tamizaje/evaluación (AUDIT, LIBARE , POSIT , entre otros), suelen utilizar de manera activa el trago estándar como herramienta para enseñar a las personas qué constituye un trago, cuáles son los lineamientos para un consumo de bajo riesgo, así como para evaluar el patrón de consumo, realizar autoreportes y dar seguimiento; aspectos importantes para el autocambio dirigido.

### Investigación
Cuando se realiza una investigación sobre el consumo de alcohol, se hace necesario definir en primer lugar cómo se clasifican los niveles de consumo. De este modo, se pueden traducir los resultados obtenidos a través de encuestas o entrevistas, obteniendo una mejor comprensión de cómo bebe una población (patrón de consumo), un grupo específico o incluso una persona.
Por ejemplo, la OMS menciona en el Global Status Report on Alcohol Alcohol and Health 2014 que se considera consumo excesivo episódico (heavy episodic drinking) el consumo de 60 gramos o más de alcohol en una misma ocasión en el mes previo al estudio. Esto equivale a 6 o más tragos estándar o más en la mayoría de los países.
El National Institute on Alcohol Abuse and Alcoholism (NIAAA) de Estados Unidos define el consumo excesivo (binge drinking) como un patrón de consumo que eleva la concentración de alcohol en sangre (CAS) a 0.08g/dl, lo que ocurre típicamente después de 4 tragos para las mujeres y 5 para los hombres en un lapso de 2 horas.
La Substance Abuse and Mental Health Services Administration (SAMHSA) de Estados Unidos en los resultados de la Encuesta Nacional del Uso de Drogas y la Salud define el consumo excesivo (binge drinking) como el consumo de 5 o más tragos en una misma ocasión en el último mes, definido un trago como una lata de cerveza, una copa de vino o cooler; una copa de alguna bebida destilada o una bebida mezclada con destilado.
En México, la Comisión Nacional Contra las Adicciones (CONADIC) en la Encuesta Nacional de Adicciones 2011 definió como bebedores altos a los hombres que consumieron 5 copas o más y a las mujeres que consumieron 4 copas o más en el último año. 

### Lineamientos para la salud
El College Alcohol Study de la Escuela de Salud Pública de Harvard en Estados Unidos, buscó ofrecer la primera imagen nacionalmente representativa del consumo de alcohol en estudiantes universitarios; comenzando en 1992 y terminando 14 años después.
Este estudio definió como consumo excesivo (binge drinking) el consumo de 5 o más tragos en una ocasión para hombres y 4 o más tragos en una ocasión para mujeres, en una o más situaciones en las 2 semanas previas al estudio. 
El estudio de Harvard creó una medida adaptada para cada sexo, basado en las medidas propuestas por la Universidad de Míchigan en el estudio “Monitoreando el futuro” de 1980. A partir de entonces, esta definición se comenzó a utilizar en una gran cantidad de documentos alrededor del mundo. Lo que justificó elegir esa medida fue el estudio de Midanik, L. et al de 1996. considerando una muestra de 20,000 personas consumidoras de alcohol, se encontró que una medida de 5 tragos es un umbral significativo en términos de riesgo de consecuencias sociales de los patrones de consumo. El riesgo de sufrir accidentes de tránsito, tener problemas laborales o desarrollar dependencia (CIE-10), se incrementaba de forma importante a partir de ese nivel de consumo.

### Prevención
En campañas de prevención universal, selectiva o indicada se utiliza para enseñar a la gente que todas las bebidas, servidas en el volumen adecuado y en el recipiente correspondiente, contienen aproximadamente la misma cantidad de alcohol puro. Esto ayuda a que las personas puedan acceder a los lineamientos de lo que representa un consumo moderado o de bajo riesgo para la salud, al mismo tiempo que da elementos para tener un consumo consciente. Tal como lo indica la OPS, “La información sobre lo que constituye una bebida estándar es esencial para comprender estos límites”.
El trago estándar señala la importancia de considerar el contenido de alcohol puro en una bebida y no sólo su concentración, lo que puede resultar confuso para las personas. De este modo se dan elementos para que las personas se responsabilicen.
Una forma fácil de calcular el contenido de alcohol puro de una bebida es multiplicar el volumen de líquido por la concentración de alcohol (% Alc. Vol.) y dividirlo entre 100. 
- Ejemplo:

12 oz de cerveza:
355ml x 4.5% Alc. Vol. / 100 = 15.97ml EtOH
1 ½ oz de destilado:
44ml x 38% Alc. Vol. / 100 = 16.72ml EtOH
4 oz de vino: 
118ml x 14% Alc. Vol. / 100 = 16.52ml EtOH
Como podemos notar, todas tienen aproximadamente la misma cantidad de alcohol puro a pesar de tener diferente concentración, debido a la diferencia en volumen.